# Nordiska musikdagar
Nordiska musikdagar (eng. Nordic Music Days) är en av världens äldsta musikfestivaler med inriktning på västerländsk konstmusik. Den anordnades första gången 1888 i Köpenhamn av de Nordiska tonsättarföreningarna som än idag står för arrangemanget. Redan första festivalen lockade etablerade tonsättare som Edvard Grieg, Niels W Gade och August Söderman I början anordnades festivalen sporadiskt i med många års mellanrum. Vid denna tid var det främst Stockholm och Köpenhamn som höll i festivalen. Inte förrän 1921 hölls den i en annan stad - Helsingfors. Efter andra världskriget arrangerades festivalen vart annat år i ett nordiskt land i taget. I dag hålls festivalen varje år, men fortfarande regelbundet växlande mellan de nordiska länderna.
I början framfördes främst instrumental och orkestral musik. Idag framförs både EAM, vokalmusik, körmusik, improvisationsmusik och ljudinstallationer med sin bas i den nutida konstmusiken. På grund av begränsad budget har det orkestrala utbudet minskat till förmån för kammarmusik på senare festivaler.
Festivalen har genom åren lockat till sig nordens mest framstående tonsättare såsom Jean Sibelius, Edvard Grieg och Anders Hillborg.

## Festivaler under 2010-talet

### Köpenhamn 2010
Nordiska musikdagar 2010 satsade på att skapa en kreativ miljö med nära möten mellan publik och artist. Förutom de ordinarie konserterna arrangerades även debatter samt barnkonserter. En speciell workshop för musikstudenter hölls också. Konserterna ägde rum i bl.a. Københavns Musikteater och The Royal Danish Conservatory of Music. Flera av nordens mest etablerade tonsättare och ensembler deltog. Några av de kända svenskarna innefattar:
- Anders Hillborg
- Malin Bång
- Mattias Lysell
- Mattias Petersson
- Pär Lindgren
- Per Mårtensson
- Tony Blomdahl

### Reykjavik 2011
Nordiska musikdagar 2011 hade undertiteln ”a turning point” en referens till den ekonomiska kollapsen under finanskrisen på Island. Även i Reykjavik anordnades debatter. De isländska filharmonikerna deltog i det nybyggda konserthuset Harpa.
- Henrik Strindberg
- Per Magnus Lindborg
- Mattias Petersson
- Malin Bång
- Thomas Jennefelt
- Andrea Tarrodi
- Mirjam Tally
- Thomas Bjelkeborn
- Viktor Eriksson
- Michael Larsson
- Joakim Sandgren
- Per Magnusson
- Jesper Nordin
- Katarina Leyman

### Stockholm 2012
Nordiska musikdagar 2012 har undertiteln Klingdikt. Den konstnärliga ledaren är Camilla Bäckman. Musiken kommer framföras på bland annat Musikaliska, Audiorama och på Slussen. De svenska tonsättarna innefattar:
- Sofia Jernberg
- Aki Asgeirsson
- Leilei Tian
- Anders Nilsson
- Hanna Hartman
- Malin Bång
- Fabian Svensson
- André Chini
- Stefan Klaverdal
- Åsa Stjerna
- Jenny Hettne
- B. Tommy Andersson
- Madeleine Isaksson
- Sten Sandell
- Krister Hansén
- Henrik Strindberg
- Magnus Bunnskog